# Glycogénogenèse
La glycogénogenèse est la voie métabolique qui permet, dans le foie et les muscles , la synthèse de glycogène à partir du glucose. Son but principal est la mise en réserve du glucose issu d'une alimentation riche en glucides.
Le mécanisme qui aboutit à la synthèse du glycogène à partir d'un nombre important de molécules de glucose est résumé par la formule :
n C6H12O6 (glucoses) → HO–(C6H10O5)n–H (glycogène) + (n – 1) H2O,
avec n pouvant atteindre 30 000.
Elle se déroule en cinq étapes :
- 1. Action enzymatique de la glucokinase (dans le foie) ou de l'hexokinase (dans le muscle) :

glucose → glucose-6-phosphate
- 2. Action enzymatique de la phosphoglucomutase :

glucose-6-phosphate → glucose-1-phosphate
- 3. Action enzymatique de l’UDP-glucose-pyrophosphorylase (UDP = uridine-diphosphate, un nucléotide ose) :

glucose-1-phosphate + UTP → UDP-glucose + pyrophosphate
- 4. Action enzymatique de la glycogène-synthase ou synthétase :

UDP-glucose + glycogènen → glycogènen+1 + UDP
- 5. Action enzymatique de la glycosyl-1,6-transférase :

glycogènen+1 → glycogènen+1 branché
Cette dernière étape est optionnelle, elle produit une nouvelle branche à l'arbre.
Cette synthèse se fait en présence de plusieurs enzymes, dont la synthétase dans le foie et dans les muscles. Elle permet d'éviter, après la digestion, l'accumulation du glucose dans le sang (hyperglycémie).
Le glycogène est osmotiquement inactif et évite à une cellule gorgée de glucose d'exploser.
La glycogénogenèse est stimulée par l'insuline. L'insuline permet la pénétration du glucose dans les cellules musculaires, par l'intermédiaire des récepteurs GLUT4, puis elles sont polymérisées en glycogène. Cette mise en réserve et fixation du glycogène est la glycogénopexie (du grec pexis [-pexie], fixation.)